# تیم ملی فوتبال گوآم
تیم ملی فوتبال گوآم نماینده کشور گوآم در مسابقات بین‌المللی و آسیا است که زیر نظر فدراسیون فوتبال گوآم فعالیت می‌کند.
این تیم در دیداری که در تبریز مقابل تیم ملی فوتبال ایران در ۲۴ نوامبر ۲۰۰۰ داشت با نتیجهٔ ۱۹–۰ شکست سنگینی را تجربه کرد.
اولین بازی رسمی این تیم در تاریخ ۲۴ اوت ۱۹۷۵ میلادی در برابر تیم ملی فوتبال ایران برگزار شده‌است.
این تیم در تاریخ 19 سپتامبر 2024 در رتبه ۲۰۳ در رده‌بندی فیفا قرار گرفت .

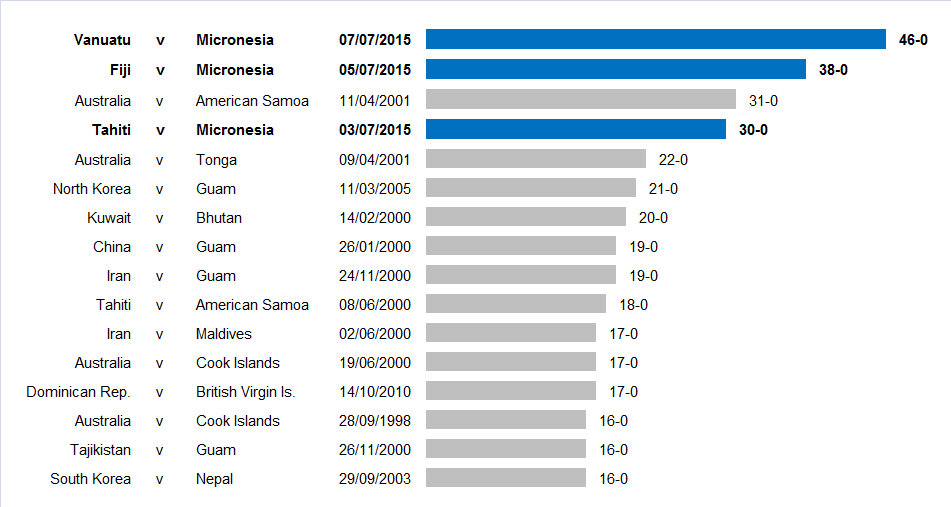
A bar chart illustrating the largest margins of victory in international football since 1997.